# Kieran Trippier
Kieran John Trippier (* 19. září 1990, Bury, Anglie) je anglický profesionální fotbalista, který hraje na pozici pravého obránce za klub Newcastle United a za anglický národní tým.

## Klubová kariéra
V Anglii hrál postupně za Manchester City FC, Barnsley FC a Burnley FC. V červnu 2015 se dohodl na pětileté smlouvě s anglickým prvoligovým klubem Tottenham Hotspur FC.

### Atlético Madrid

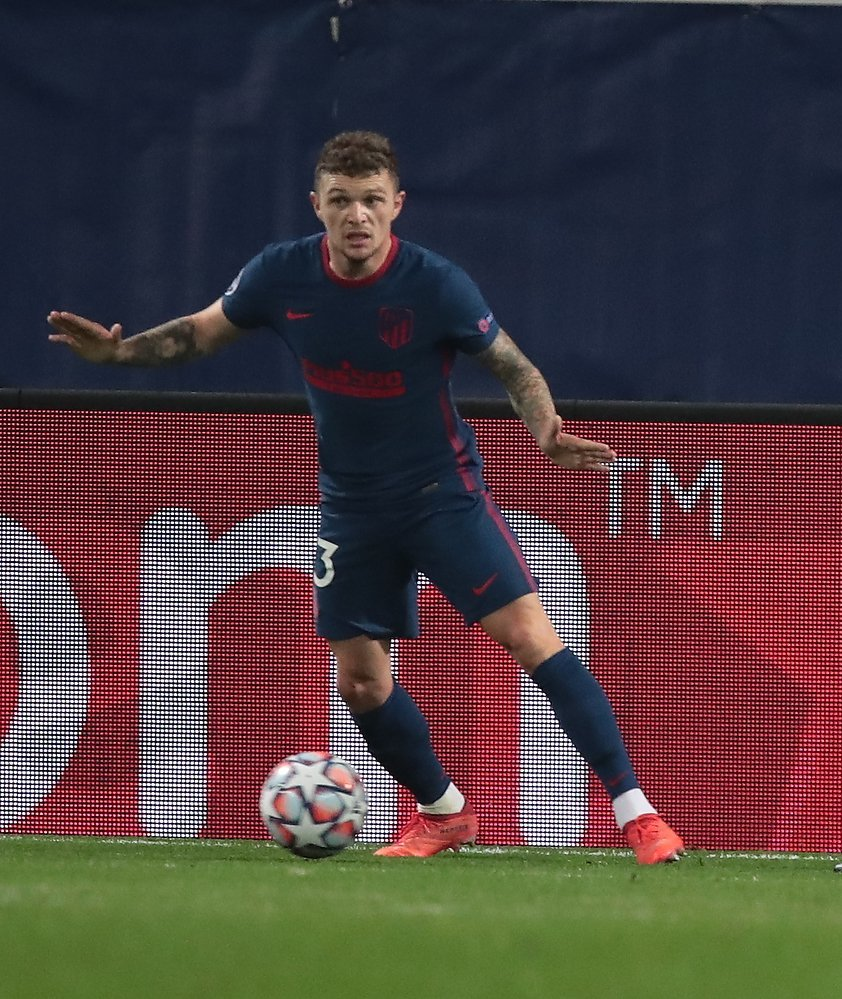
Trippier hrající za Atlético Madrid (2020)

Trippier přestoupil 17. července 2019 do španělského klubu Atlético Madrid za poplatek ve výši asi 20 milionů liber. Při podepsání smlouvy na tři roky se stal prvním Angličanem v dresu klubu po 95 letech. Při svém debutu 18. srpna v úvodním zápase La Ligy proti Getafe pomohl týmu k vítězství 1:0 poskytnutím asistence na gól Álvara Moraty. V prosinci 2020 dostal Trippier 10týdenní zákaz činnosti a pokutu 70 000 liber za porušení pravidel The Football Association ohledně sázení poté, co údajně informoval své přátele o svém přestupu, kteří si poté vsadili na jeho přestup. FIFA tento trest 3. ledna pozastavila, avšak po opětovném prověření mu 18. ledna trest potvrdila. Atlítico se okamžitě odvolalo na Mezinárodní sportovní arbitráž (CAS). Ta však odvolání zamítl a Trippier odehrál své další utkání až 7. března 2021, když nastoupil do zápasu madridského derby proti Realu Madrid.
Na konci sezóny 2020/21 získal Trippier svou první velkou trofej, a to když si Atlético zajistilo titul v La Lize v posledním kole sezóny.

### Newcastle United
Dne 7. ledna 2022 přestoupil Trippier zpátky do Anglie, kde podepsal smlouvu na dva a půl roku s Newcastlem United. V klubu debutoval 8. ledna při porážce 1:0 ve třetím kole FA Cupu s Cambridge United. 8. února vstřelil Trippier svůj první gól za Newcastle United, a to z přímého kopu při domácím vítězství 3:1 nad Evertonem. 13. února si Trippier po vstřelení druhého gólu v novém působišti, kdy se prosadil rovněž z přímého kopu, v domácím utkání proti Aston Ville (výhra 1:0) zlomil nohu. V sezóně 2021/22 tak nastoupil už jen do dvou dalších utkání.
Sezónu 2022/23 začal Trippier jako zástupce kapitána Jamaala Lascellese, který však v ligových zápasech pravidelně nenastupoval, a tak kapitánskou pásku povětšinou nosil právě Trippier. V sezóně 2022/23 byl Trippier klíčovým členem týmu Newcastlu, který se po jedenácti letech kvalifikoval do pohárové Evropy a poprvé od sezóny 2002/03 postoupil do základní skupiny Ligy mistrů. Trippier v sezóně nastoupil do 46 utkání, v nichž vstřelil 1 branku a připsal si na své konto i dalších 10 asistencí.

## Reprezentační kariéra
Trippier reprezentoval Anglii v mládežnických výběrech od kategorie U18.
Do seniorské reprezentace byl Trippier poprvé povolán v květnu 2017 na kvalifikační zápas o postup na mistrovství světa 2018 proti Skotsku a na přátelský zápas s Francií, proti níž debutoval 13. června při porážce 3:2. V červnu 2018 byl nominován na závěrečný turnaj Mistrovství světa do Ruska. Na turnaji patřil ke klíčovým hráčům týmu a 11. července vstřelil Trippier svůj první reprezentační gól, a to když v semifinále světového šampionátu otevřel skóre zápasu s Chorvatskem, který však Angličané prohráli 2:1 po prodloužení.
V létě 2021 si zahrál i na závěrečném turnaji Mistrovství Evropy, kde nastoupil do 5 ze 7 utkání. Odehrál také 71 minut finálového střetnutí proti Itálii, které však skončilo prohrou Anglie po penaltovém rozstřelu.
Trippier byl nominován i na Mistrovství světa v roce 2022, kde nastoupil v základní sestavě v prvních dvou zápasech základní skupiny, následně na pozici pravého obránce nastupoval Kyle Walker. Jen z lavičky náhradníků tak sledoval vyřazení anglického výběru ve čtvrtfinále turnaje, kdy prohráli 1:2 proti Francii.

## Statistiky

### Klubové
K 2. říjnu 2021
| Klub              | Sezóna  | Liga           | Liga   | Liga | Národní pohár | Národní pohár | Ligový pohár | Ligový pohár | Evropské poháry | Evropské poháry | Ostatní | Ostatní | Celkem | Celkem |
| Klub              | Sezóna  | Liga           | Zápasy | Góly | Zápasy        | Góly          | Zápasy       | Góly         | Zápasy          | Góly            | Zápasy  | Góly    | Zápasy | Góly   |
| ----------------- | ------- | -------------- | ------ | ---- | ------------- | ------------- | ------------ | ------------ | --------------- | --------------- | ------- | ------- | ------ | ------ |
| Manchester City   | 2009/10 | Premier League | 0      | 0    | 0             | 0             | 0            | 0            | —               | —               | —       | —       | 0      | 0      |
| Manchester City   | 2010/11 | Premier League | 0      | 0    | —             | —             | —            | —            | —               | —               | —       | —       | 0      | 0      |
| Manchester City   | Celkem  | Celkem         | 0      | 0    | 0             | 0             | 0            | 0            | —               | —               | —       | —       | 0      | 0      |
| Barnsley (host.)  | 2009/10 | Championship   | 3      | 0    | —             | —             | —            | —            | —               | —               | —       | —       | 3      | 0      |
| Barnsley (host.)  | 2010/11 | Championship   | 39     | 2    | 1             | 0             | 1            | 0            | —               | —               | —       | —       | 41     | 2      |
| Barnsley (host.)  | Celkem  | Celkem         | 42     | 2    | 1             | 0             | 1            | 0            | —               | —               | —       | —       | 44     | 2      |
| Burnley           | 2011/12 | Championship   | 46     | 3    | 0             | 0             | 4            | 1            | —               | —               | —       | —       | 50     | 4      |
| Burnley           | 2012/13 | Championship   | 45     | 0    | 1             | 0             | 2            | 0            | —               | —               | —       | —       | 48     | 0      |
| Burnley           | 2013/14 | Championship   | 41     | 2    | 1             | 0             | 4            | 1            | —               | —               | —       | —       | 46     | 3      |
| Burnley           | 2014/15 | Premier League | 38     | 0    | 2             | 0             | 1            | 0            | —               | —               | —       | —       | 41     | 0      |
| Burnley           | Celkem  | Celkem         | 170    | 5    | 4             | 0             | 11           | 2            | —               | —               | —       | —       | 185    | 7      |
| Tottenham Hotspur | 2015/16 | Premier League | 6      | 1    | 2             | 0             | 1            | 0            | 10              | 0               | —       | —       | 19     | 1      |
| Tottenham Hotspur | 2016/17 | Premier League | 12     | 0    | 5             | 0             | 2            | 0            | 3               | 0               | —       | —       | 22     | 0      |
| Tottenham Hotspur | 2017/18 | Premier League | 24     | 0    | 6             | 0             | 2            | 0            | 3               | 0               | —       | —       | 35     | 0      |
| Tottenham Hotspur | 2018/19 | Premier League | 27     | 1    | 1             | 0             | 2            | 0            | 8               | 0               | —       | —       | 38     | 1      |
| Tottenham Hotspur | Celkem  | Celkem         | 69     | 2    | 14            | 0             | 7            | 0            | 24              | 0               | —       | —       | 114    | 2      |
| Atlético Madrid   | 2019/20 | La Liga        | 25     | 0    | 0             | 0             | —            | —            | 6               | 0               | 2       | 0       | 33     | 0      |
| Atlético Madrid   | 2020/21 | La Liga        | 28     | 0    | 0             | 0             | —            | —            | 7               | 0               | —       | —       | 35     | 0      |
| Atlético Madrid   | 2021/22 | La Liga        | 8      | 0    | 0             | 0             | —            | —            | 1               | 0               | 0       | 0       | 9      | 0      |
| Atlético Madrid   | Celkem  | Celkem         | 61     | 0    | 0             | 0             | —            | —            | 14              | 0               | 2       | 0       | 77     | 0      |
| Celkem            | Celkem  | Celkem         | 342    | 9    | 19            | 0             | 18           | 2            | 38              | 0               | 2       | 0       | 420    | 11     |

### Reprezentační
K 9. říjnu 2021
| Anglie | Anglie | Anglie |
| Rok    | Zápasy | Góly   |
| ------ | ------ | ------ |
| 2017   | 3      | 0      |
| 2018   | 13     | 1      |
| 2019   | 3      | 0      |
| 2020   | 6      | 0      |
| 2021   | 10     | 0      |
| Celkem | 35     | 1      |

#### Reprezentační góly
K zápasu odehranému 9. října 2021. Skóre a výsledky Anglie jsou vždy zapisovány jako první
| Gól | Datum             | Místo                   | Soupeř     | Skóre | Výsledek | Soutěž                 |
| --- | ----------------- | ----------------------- | ---------- | ----- | -------- | ---------------------- |
| 1.  | 11. července 2018 | Lužniki, Lužniki, Rusko | Chorvatsko | 1:0   | 1:2      | Mistrovství světa 2018 |